# 屈斯和阿德里桑
屈斯和阿德里桑（法語：Cuse-et-Adrisans，法語發音：[kyz e adʁizɑ̃]）是法国杜省的一个市镇，属于贝桑松区。

## 地理
屈斯和阿德里桑（47°28'46"N, 6°23'27"E）面积5.42 平方千米，位于法国勃艮第-弗朗什-孔泰大區杜省，该省份为法国东部内陆省份，北起上索恩省，西接汝拉省，东部及东南部与瑞士接壤，东北部与贝尔福地区省接壤。
与屈斯和阿德里桑接壤的市镇（或旧市镇、城区）包括：屈布里亚勒、南镇、鲁日蒙、丰特内尔蒙特比。

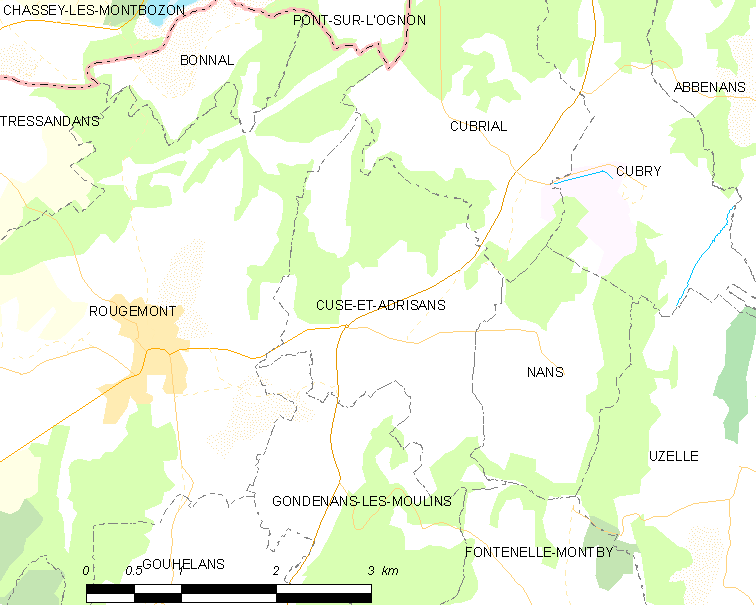
屈斯和阿德里桑的OSM定位图

屈斯和阿德里桑的时区为UTC+01:00、UTC+02:00（夏令时）。

## 行政
屈斯和阿德里桑的邮政编码为25680，INSEE市镇编码为25184。

## 政治
屈斯和阿德里桑所属的省级选区为博姆莱达姆县。

## 人口

1962-2008年间屈斯和阿德里桑人口变化图示

屈斯和阿德里桑于2022年1月1日时的人口数量为280人。